# 風力

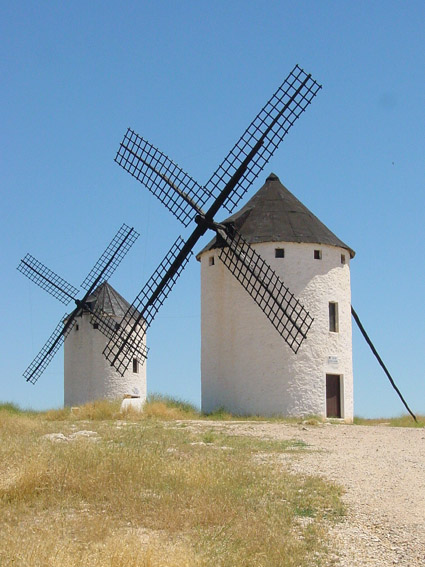
風力を用いて粉をひいているスペインの風車

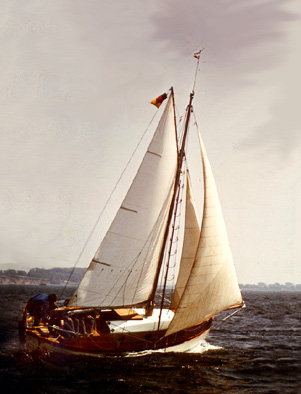
風力を帆によって動力にする方法は、古代から広く世界中で行われている。

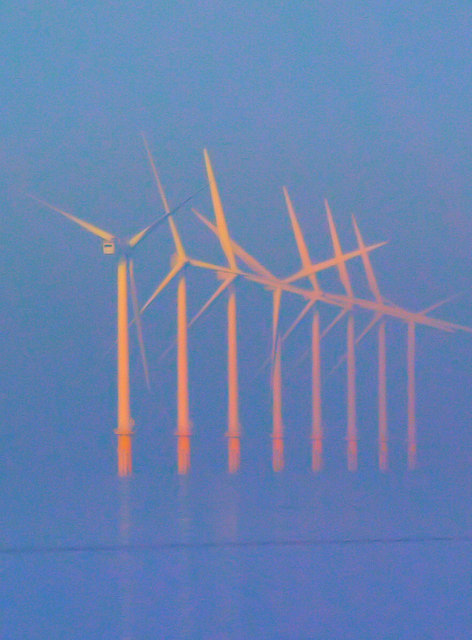
イギリスの風力発電所、:en:Burbo Bank Offshore Wind Farm。

コロラドのLee Ranchの風力発電施設で2002年に計測したデータによる、風速（赤色）、取り出せたエネルギー（青色）の分布グラフ。

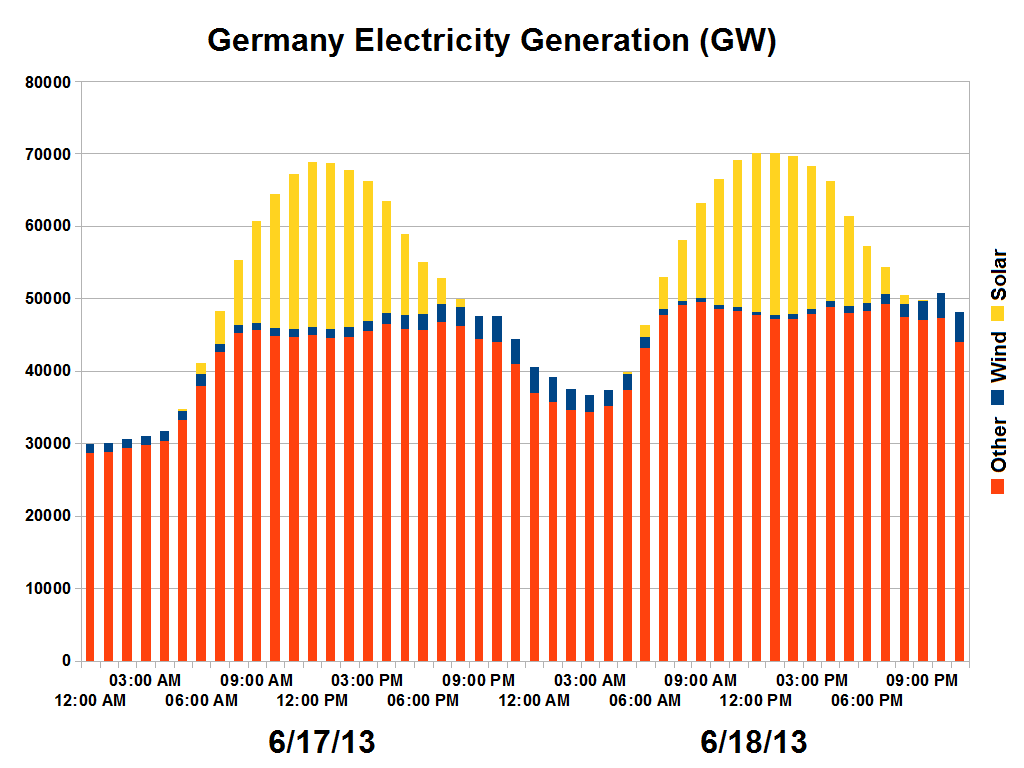
ドイツでの発電比率。青色が風力発電。ソーラー発電（黄色）が昼間と夜間の差が大きいのに対して、風力（青色）は比較的コンスタントで、夜間も発電してくれる、というメリットがある。

風力（ふうりょく、英: wind power、wind energy、仏: énergie éolienne）とは、風の力やエネルギーのこと。

## 概説
風力とは風の力やエネルギーのことである。
風力は、化石燃料の代替として使うことができ、無尽蔵でいくらでもあり、再生可能エネルギーであり、地球上のさまざまな地域にあり地域が限定されておらず、クリーンで持続可能性を満たしており、温室効果ガスも発生させず、わずかな土地があれば利用できる。ただし使用可能な電力への変換効率や、季節変動要因などの問題はある。
EUは、化石燃料、天然ガス、原子力など比較してみると、大気の品質をどれほど保てるか、人体への害の有無、気候への害の有無なども考慮すると、風力というのは最も安上がりのエネルギー源である
、と分析している。洋上風力発電所は、洋上は風の強い場所なので、強い力を得て発電量も増え、人々のいる場所から遠いので視覚的に邪魔にならないというメリットはある。そのかわりに、onshore（陸上）タイプに比べると建設コストが高めになるというデメリットと、周波数を安定させなければいけないという問題がある。
風力エネルギーは、長い年月で見ると、常に発生している資源である。数百年後でも数千年後でも風力というのは枯渇せず、使い放題なのである。ただし、短い日数でとらえると変動は発生している。したがって、他のエネルギー源とうまく組み合わせる、というのが良い方法となる。風力発電の割合が全発電量の中に占める割合が増えてきたら、より多くのelectrical gridを構築することで、小さな地域ごとの変動をならすようにして、システム全体の安定をはかると良い。
歴史的に見ると、人類はさまざまな方法で風力を用いていた。帆を用いることで、手漕ぎという動力に代わる無尽蔵の動力を手に入れた。風力のおかげで世界中の海を旅することができるようになったわけである。また風車を用いて風力を動力に変え揚水を行ってきた歴史も長い。ヨーロッパ各地では風車の動力を用いて小麦粉など様々な粉の製粉を行っている。そして20世紀末になって、世界各地で大々的に風力発電を行うようになった。

## 文献
OKeeffe, Aoife; Haggett, Claire (2012). “An investigation into the potential barriers facing the development of offshore wind energy in Scotland: Case study – Firth of Forth offshore wind farm”. Renewable and Sustainable Energy Reviews 16 (6):  3711. doi:10.1016/j.rser.2012.03.018.